# Захаров Володимир Андрійович
Володимир Андрійович Захаров (нар. 9 вересня 1936, село Очаково Кунцевського району Московської області, тепер у складі міста Москви, Росія) — радянський державний діяч, 1-й секретар Калмицького і Владимирського обласних комітетів КПРС. Кандидат у члени ЦК КПРС у 1986—1990 роках. Депутат Верховної Ради СРСР 11-го скликання. Народний депутат СРСР у 1989—1991 роках.

## Життєпис
У 1959 році закінчив Московський інститут механізації та електрифікації сільського господарства.
У 1959—1961 роках — інженер-механік колгоспу імені Сталіна Владимирської області, головний інженер радгоспу «Покровський» Покровського району Владимирської області.
Член КПРС з 1961 року.
У 1961—1962 роках — 1-й секретар Пєтушинського районного комітету ВЛКСМ Владимирської області. У 1962 році — комсорг обласного комітету ВЛКСМ Владимирського територіального виробничого колгоспно-радгоспного управління сільського господарства.
У 1962—1963 роках — 2-й секретар Владимирського обласного комітету ВЛКСМ. У 1963—1964 роках — 1-й секретар Владимирського сільського обласного комітету ВЛКСМ. У 1965—1966 роках — 2-й секретар Владимирського обласного комітету ВЛКСМ. У 1966—1967 роках — 1-й секретар Владимирського обласного комітету ВЛКСМ.
У 1967—1972 роках — 1-й секретар Судогодського районного комітету КПРС Владимирської області.
У 1972—1977 роках — начальник Владимирського обласного управління сільського господарства.
У 1975 році закінчив заочну Вищу партійну школу при ЦК КПРС.
У 1977—1978 роках — завідувач відділу організаційно-партійної роботи Владимирського обласного комітету КПРС.
У 1978—1982 роках — заступник голови виконавчого комітету Владимирської обласної ради народних депутатів. У 1982—1984 роках — 1-й заступник голови виконавчого комітету Владимирської обласної ради народних депутатів.
У серпні 1984 — квітні 1985 року — 2-й секретар Владимирського обласного комітету КПРС.
У квітні — грудні 1985 року — інспектор ЦК КПРС.
20 грудня 1985 — 25 вересня 1990 року — 1-й секретар Калмицького обласного комітету КПРС.
У вересні — листопаді 1990 року — завідувач відділу аграрної політики ЦК Комуністичної партії РРФСР.
3 листопада 1990 — 23 серпня 1991 року — 1-й секретар Владимирського обласного комітету КПРС.
З грудня 1991 по квітень 2000 року — заступник генерального директора акціонерного товариства «ВладимиравтоГАЗсервіс».
З 2000 року — помічник депутата Державної думи Федеральних зборів Російської Федерації.

## Нагороди і звання
- орден Жовтневої Революції
- два ордени Трудового Червоного Прапора
- орден «Знак Пошани»
- медалі
- Почесний громадянин Владимирської області